# جاده ای۷ (انگلستان)
جاده ای۷ (انگلیسی: A7 road) یکی از جاده‌های کشور انگلستان است.
این جاده که از ادینبرو شروع می‌شود در کارلایل، کامبریا به پایان می‌رسد، طول این جاده ۱۴۸ کیلومتر است.

## نگارخانه

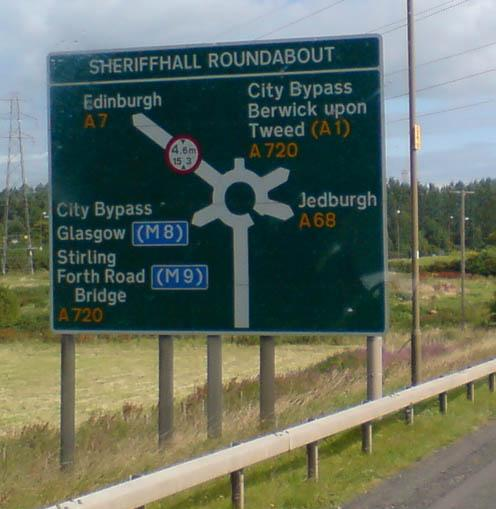
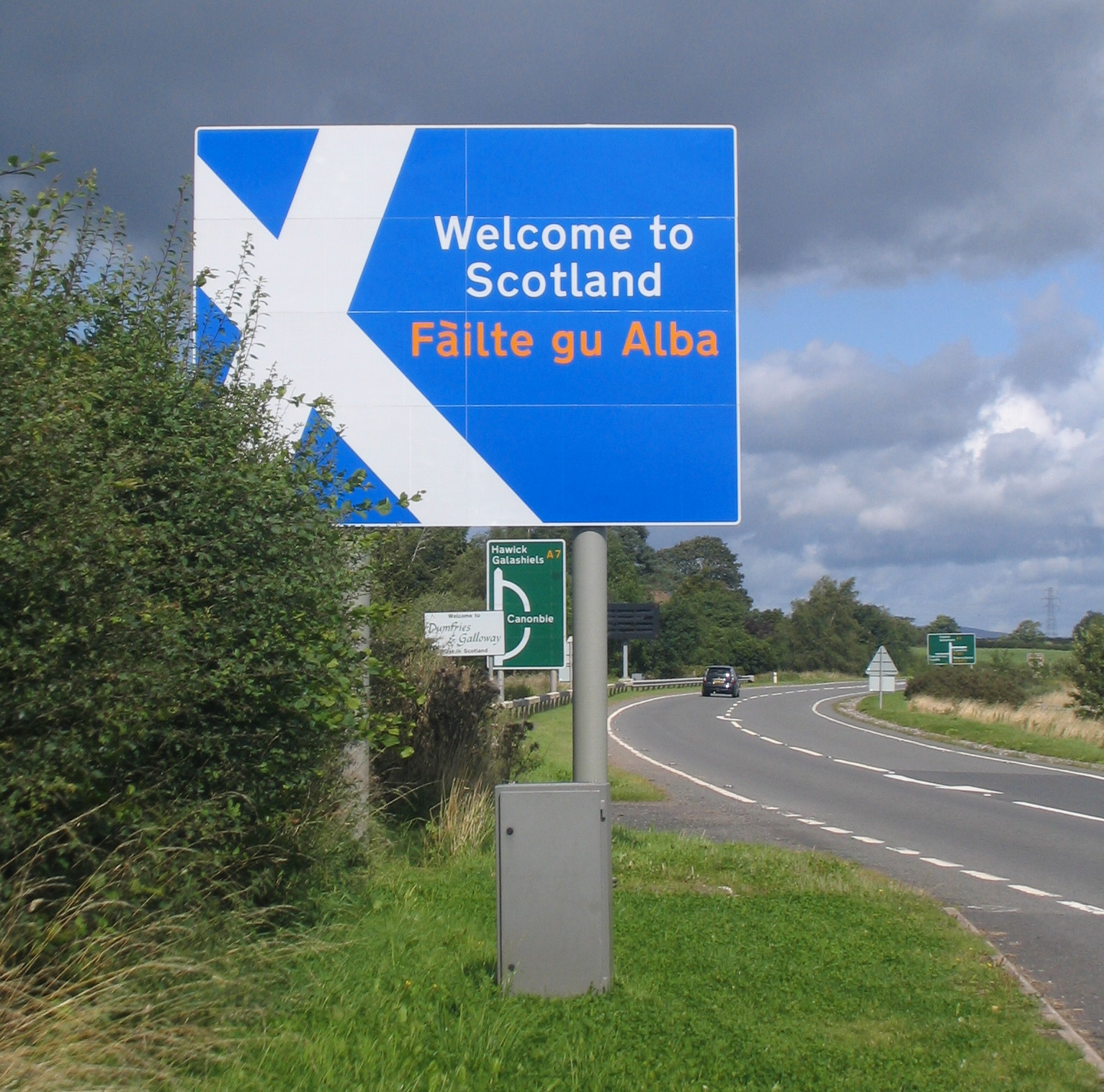